# Jüdischer Friedhof (Wachenheim)
Der Jüdische Friedhof Wachenheim ist ein einigermaßen gut erhaltener Jüdischer Friedhof in Wachenheim (Landkreis Bad Dürkheim, Rheinland-Pfalz). Er ist ein geschütztes Kulturdenkmal.

## Beschreibung
Auf dem Friedhof am Römerweg befinden sich ca. 1000 Grabsteine für Juden aus Wachenheim und Umgebung, die vom 16. bis zum 19. Jahrhundert verstarben. Am Eingang des Friedhofes liegt die noch erhaltene Friedhofshalle. Sie gehört zu einer der wenigen noch erhaltenen Friedhofshallen in Rheinland-Pfalz. Das Friedhofsareal umfasst eine Fläche von 83,5 Ar.

## Geschichte
Die Juden aus Wachenheim und Umgebung beerdigten ihre Toten seit dem 16. Jahrhundert auf dem jüdischen Friedhof in Wachenheim. Er zählt zu den ältesten jüdischen Friedhöfen in der Pfalz, wurde bereits 1522 bzw. 1579 urkundlich „judengrüben“ genannt und wurde nicht nur von der jüdischen Gemeinde in Wachenheim, sondern auch von den jüdischen Gemeinden in Burrweiler, Edenkoben und Schifferstadt als Begräbnisstätte benutzt. Eine letztmalige Erweiterung des Friedhofes erfolgte im Jahr 1874. Am 18. Oktober 1892 kam es zu einer Schändung des Friedhofes, bei der 13 Grabsteine umgeworfen und beschädigt wurden.